# Tervajoki
Tervajoki este o arie protejată (arie specială de conservare — SAC, sit de importanță comunitară — SCI) din Suedia întinsă pe o suprafață de 75,8 ha, integral pe uscat.

## Localizare
Centrul sitului Tervajoki este situat la coordonatele 67°20′54″N 23°07′32″E / 67.3483°N 23.1255°E.

## Înființare
Situl Tervajoki a fost declarat sit de importanță comunitară în iunie 2001 pentru a proteja 1 specie de plante. Situl a fost protejat și ca arie specială de conservare în martie 2011.

## Biodiversitate
Situată în ecoregiunea boreală, aria protejată conține 7 habitate naturale: Păduri caducifoliate de mlaștină fino-scandinave, Păduri fino-scandinave bogate în ierburi cu Picea abies, Mlaștini turboase de tranziție și turbării mișcătoare, Turbării Aapa, Taiga vestică, Mlaștini împădurite, Mlaștini alcaline.
La baza desemnării sitului se află o specie protejată de  plante: Ranunculus lapponicus.